# Víctor Cordero Flores
Víctor Rodrigo Cordero Flores (San José, 9 de noviembre de 1973) es un exfutbolista costarricense. Jugaba de defensa y en  el equipo Deportivo Saprissa de la Primera División de Costa Rica fue Gerente Deportivo de la Institución. 
Su retiro oficial se dio el 23 de julio del 2011 en un partido entre su club, el Saprissa ante el Universidad Católica de Chile, en el que ganó el Deportivo Saprissa 2 a 0 y se le homenajeó en grande al último gran capitán saprissista en el entretiempo de dicho juego.
Este jugador ha sido considerado un verdadero líder del equipo, siendo distinguido como capitán por varios años; además de ser de los pocos futbolistas que jugaron toda su carrera profesional con el club que los vio nacer, demostrando con esto su gran lealtad para con la institución saprissista y su afición.

## Selección nacional
En la selección nacional jugó 52 partidos clase A desde 1995 al 2008, donde nunca anotó en su paso por la tricolor.

## Clubes
| Club               | País       | Año         |
| ------------------ | ---------- | ----------- |
| Deportivo Saprissa | Costa Rica | 1991 - 2011 |

## Palmarés

### Títulos nacionales
| Título                         | Equipo             | País       | Año  |
| ------------------------------ | ------------------ | ---------- | ---- |
| Primera División de Costa Rica | Deportivo Saprissa | Costa Rica | 1994 |
| Primera División de Costa Rica | Deportivo Saprissa | Costa Rica | 1995 |
| Primera División de Costa Rica | Deportivo Saprissa | Costa Rica | 1998 |
| Primera División de Costa Rica | Deportivo Saprissa | Costa Rica | 1999 |
| Primera División de Costa Rica | Deportivo Saprissa | Costa Rica | 2004 |
| Primera División de Costa Rica | Deportivo Saprissa | Costa Rica | 2006 |
| Primera División de Costa Rica | Deportivo Saprissa | Costa Rica | 2007 |
| Primera División de Costa Rica | Deportivo Saprissa | Costa Rica | 2007 |
| Primera División de Costa Rica | Deportivo Saprissa | Costa Rica | 2008 |
| Primera División de Costa Rica | Deportivo Saprissa | Costa Rica | 2008 |
| Primera División de Costa Rica | Deportivo Saprissa | Costa Rica | 2010 |

### Títulos internacionales
| Título                           | Equipo                  | Sede                                 | Año  |
| -------------------------------- | ----------------------- | ------------------------------------ | ---- |
| Copa de Campeones de la Concacaf | Deportivo Saprissa      | Concacaf                             | 1993 |
| Copa de Campeones de la Concacaf | Deportivo Saprissa      | Concacaf                             | 1995 |
| Torneo Grandes de Centroamérica  | Deportivo Saprissa      | Centroamérica                        | 1998 |
| Copa Centroamericana             | Selección de Costa Rica | Costa Rica                           | 1999 |
| Copa Interclubes de la UNCAF     | Deportivo Saprissa      | Centroamérica                        | 2003 |
| Copa de Campeones de la CONCACAF | Deportivo Saprissa      | Norteamérica, Centroamérica y Caribe | 2005 |
| Copa Centroamericana             | Selección de Costa Rica | El Salvador                          | 2007 |

## Récords personales
- Víctor Cordero Flores jugó en el Deportivo Saprissa 20 temporadas desde 1991 hasta el verano 2011, conquistando 27 goles con la casaca morada y alzó el trofeo de campeón nacional en 11 ocasiones, siendo el tercer futbolista del Saprissa con más títulos.

- En esas temporadas con los morados vistió la camiseta en 478 partidos en la Primera División, siendo el segundo jugador tibaseño con más juegos en la máxima categoría detrás de Evaristo Coronado con 536 choques.

- Además, se convirtió en el futbolista costarricense con más juegos en la CONCACAF con 50 presentaciones, superando en 6 juegos al ex alajuelense, Wilmer López.

- Cordero cosechó 5 títulos internacionales con los morados entre ellos el campeonato de clubes de la CONCACAF en 1993, 1995 y 2005 y en 1998 y 2003 fue monarca del torneo de clubes de la UNCAF.

- Para el año 2005 fue parte del plantel morado que ganó el tercer puesto en el mundial de clubes de la FIFA, disputado en Japón solo por detrás del club São Paulo de Brasil (campeón) y el equipo Liverpool FC inglés (subcampeón).